# Karlstein an der Thaya
Karlstein an der Thaya är en ort och kommun  i Österrike. Den ligger i distriktet Waidhofen an der Thaya i förbundslandet Niederösterreich, 100 km nordväst om huvudstaden Wien.
Kommunen består av tolv orter (Ortschaften) (inom parentes invånarantal 1 januari 2024):

- Eggersdorf (50)
- Goschenreith (60)
- Griesbach (74)
- Göpfritzschlag (100)
- Hohenwarth (91)
- Karlstein an der Thaya (623)
- Münchreith an der Thaya (95)
- Obergrünbach (127)
- Schlader (37)
- Thuma (130)
- Thures (38)
- Wertenau (32)